# Золотая клюшка (Чехия)
Золотая клюшка Чехии — награда, вручаемая лучшему хоккеисту Чехии. Наибольшее количество раз (12) этот трофей выигрывал Яромир Ягр.
С сезона 1968/69 по сезон 1992/93 приз вручался лучшему хоккеисту Чехословацкой хоккейной лиги.

## Обладатели приза
- 1994 Роман Турек (Ческе-Будеёвице)
- 1995 Яромир Ягр (Питтсбург Пингвинз)
- 1996 Яромир Ягр (Питтсбург Пингвинз)
- 1997 Доминик Гашек (Баффало Сейбрз)
- 1998 Доминик Гашек (Баффало Сейбрз)
- 1999 Яромир Ягр (Питтсбург Пингвинз)
- 2000 Яромир Ягр (Питтсбург Пингвинз)
- 2001 Иржи Допита (ХК Всетин)
- 2002 Яромир Ягр (Вашингтон Кэпиталз)
- 2003 Милан Гейдук (Колорадо Эвеланш)
- 2004 Роберт Ланг (Детройт Ред Уингз)
- 2005 Яромир Ягр (ХК Кладно, Авангард)
- 2006 Яромир Ягр (Нью-Йорк Рейнджерс)
- 2007 Яромир Ягр (Нью-Йорк Рейнджерс)
- 2008 Яромир Ягр (Нью-Йорк Рейнджерс)
- 2009 Патрик Элиаш (Нью-Джерси Девилз)
- 2010 Томаш Вокоун (Флорида Пантерз)
- 2011 Яромир Ягр (Авангард Омск)
- 2012 Патрик Элиаш (Нью-Джерси Девилз)
- 2013 Давид Крейчи (Бостон Брюинз)
- 2014 Яромир Ягр (Нью-Джерси Девилз)
- 2015 Якуб Ворачек (Филадельфия Флайерз)
- 2016 Яромир Ягр (Флорида Пантерз)
- 2017 Давид Пастрняк (Бостон Брюинз)
- 2018 Давид Пастрняк (Бостон Брюинз)
- 2019 Давид Пастрняк (Бостон Брюинз)
- 2020 Давид Пастрняк (Бостон Брюинз)
- 2021 Давид Пастрняк (Бостон Брюинз)

## Источник
- The Highest Competition in Czech Republic and Czechoslovakia
- zlatahokejka.eu Архивная копия от 13 октября 2018 на Wayback Machine